# Mondicourt
Mondicourt település Franciaországban, Pas-de-Calais megyében. Lakosainak száma 579 fő (2022. január 1.). Mondicourt Lucheux, Grincourt-lès-Pas, Pas-en-Artois és Pommera községekkel határos.

## Népesség
A település népességének változása:
| Lakosok száma | 624  | 625  | 616  | 592  | 575  | 568  | 561  | 558  | 579  |
|               | 2013 | 2015 | 2016 | 2017 | 2018 | 2019 | 2020 | 2021 | 2022 |